# Угольско-Широколужанский заповедный массив
У́гольско-Широколужа́нский запове́дный масси́в (укр. Угольсько-Широколужанський заповідний масив) — заповедный массив Карпатского биосферного заповедника, расположенный на территории Тячевского района Закарпатской области (Украина).
Площадь — 15 580 га. Массив расположен на восточных склонах горы Менчул (1501 м), южных и юго-западных склонах хребта Красная (1568 м), в пределах высот 400—1280 м над уровнем моря.

## История
Карпатский лесной заказник был создан постановлением Совета министров УССР в 1964 году для охраны уникальных буковых лесов и тиса. Угольско участок на южных склонах полонины Мунчель и Красная площадью 4724 га расположен в бассейнах рек Малая и Большая Уголька. В составе Карпатского заповедника с 1968 года. Широколужанский участок (присоединена к заповеднику в 1979 году) расположен в бассейне реки Лужанка.

## Геологическое строение и особенности рельефа

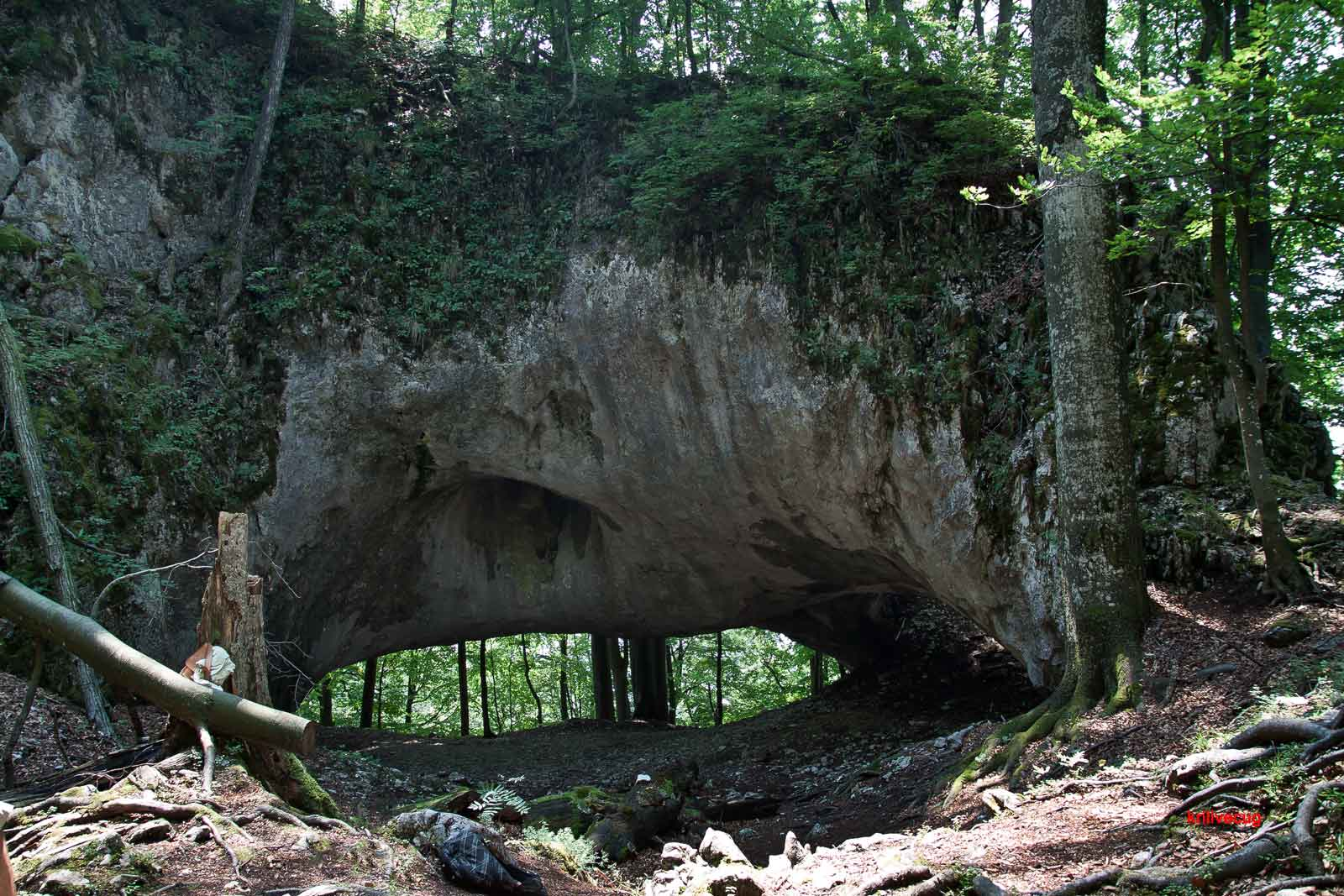
Скала «Карстовый Мост» возле села Малая Уголька

Геологический фундамент массива образован мощными пластами флиша. Для Угольско участки массива характерно наличие больших блоков известняка с хорошо развитыми карстовыми образованиями. Высота отдельных известняковых скал, достигает семидесяти метров. Здесь насчитывается более тридцати пещер, в том числе самая большая пещера Карпат — «Дружба» с общей длиной ходов около 1 км. В пещере Молочный камень найдена позднепалеолитическая стоянка древнего человека. Основными водотоками заповедного массива является р. Малая и Большая Угольки и р. Лужанка. Самые высокие вершины заповедного массива — Угольская Плеша (1108 м), Языческая Кичера (1092 м), Видножанская Кичера (1072 м), Башня (937 м).

## Климат
Климат района теплый, умеренный, влажный в предгорье, прохладный и очень влажный в высокогорье. Мощный хребет защищает массив от северных ветров — преобладают ветра западных и юго-западных направлений. Среднемесячная температура января составляет −4,5 градуса, июля — +17,2 градуса, среднегодовая +7,1 градусов. Среднегодовое количество осадков составляет 1390 мм.

## Почвы
В нижней части Угольско-Широколужанский массива сформировались светло-бурые средне-суглинистые мощные почвы, выше — темно-бурые лесные. На известняках образовались щебнистые, а в долинах рек — дерновые, иногда глеевые почвы.

## Растительный покров
Массив расположен в зоне буковых лесов, где преобладают зональные бучини, образующих также и верхнюю границу леса на высотах 1200—1300 м. На территории массива расположен Угольско-Широколужанский буковый девственный лес — крупнейший в мире кластер буковых девственных лесов. Выше, преимущественно в котловинах, встречаются фрагменты криволесья из ольхи зелёной. На известняковых обнажениях сохранились уникальные для Карпат Тисового-буковые группировки и группировки с участием можжевельника казацкого. Здесь представлены также реликтовые растения, в частности дуб скальный. В пределах массива охраняются крупнейшие по площади в Европе буковые леса, в которых всякая хозяйственная деятельность полностью запрещена. Здесь немало буков достигают высоты 40 м, толщины до 1 м, возраст 250—300 лет.

## Флора и фауна
Флора массива насчитывает более 700 видов. Большое флористическое багаство свойственно известняковым выходам, где растут можжевельник казацкий (единственное место произрастания в Карпатах), дуб скальный, крушина слабительная, липа крупнолистная, тис ягодный (около 1,5 тыс. экземпляров), а из редких травянистых видов — аронник альпийский, пыльцеголовник красный, вязель стройный, колокольчики карпатские, кандык европейский, ладьян трёхнадрезный, кортуза Маттиоли, Ирис, Бородник Прейса, камнеломка метельчатая, очиток испанский.
Фауна буковых лесов массива, очень своеобразна. Здесь встречаются как сугубо «таёжные» виды — рысь, длиннохвостая неясыть, чёрный дятел, снегирь, так и виды, характерные для широколиственных лесов. Они представлены чёрным дроздом, средним дятлом, белоспинным и седым дятлами, мухоловкой-билошийкою, дубоносом, клинтухом, лесным котом, кабаном, пятнистой саламандрой. Обычными на территории массива являются олень благородный, лесная куница, рыжая полёвка, канюк обыкновенный, поползень, травяная лягушка — виды которой, распространены по всему лесному поясу Карпат. В Красной книге Украины отмечены: кутора малая, горностай, выдра, филин, чёрный аист, полоз лесной, тритон карпатский и т. д. Очень разнообразна фауна рукокрылых, большинство которых связано с карстовыми пещерами. Всего их насчитывается 20 видов, из которых 8 относятся к редким. Это подковоносы большой и малый, европейская широкоушка, длиннокрыл обыкновенный, ночница трёхцветная, длинноухая, Наттерера и вечерница малая. Зимой скопления рукокрылых в подземных хранилищах насчитывается около полутора тысяч особей, основную часть которых составляют ночницы большая и остроухая. Только в пещере «Дружба» зимует более 1000 летучих мышей, принадлежащих к 14 видам. Насекомые представлены типичными мезофилыми среднеевропейскими видами. Среди них такие редкие виды, как жук-отшельник, жук-олень, усач альпийский, большой дубовый усач, бабочки мнемозина, сатурния и другие. В карстовых пещерах Угольки отмечена уникальная фауна беспозвоночных- троглобионтов, среди которых есть ряд эндемичных видов. Только на территории этого массива в Закарпатье найдены редкие, занесённые в Красную книгу Украины виды моллюсков: гранарию зерновую, серулину зубчатую, хондрину овсяную. В реках водятся форель, хариус, гольяны, а также минога венгерская, что относится не к рыбам, а к классу круглоротых.